# Northrop Grumman RQ-4 Global Hawk
O RQ-4 Global Hawk da Northrop Grumman é um veículo aéreo não tripulado (VANT) de vigilância e reconhecimento. Ele foi projetado originalmente pela Ryan Aeronautical (agora parte da Northrop Grumman) e era conhecido como Tier II + durante o desenvolvimento. Em papel e projeto operacional, o Global Hawk é semelhante ao U-2 da Lockheed. O RQ-4 fornece visão ampla e vigilância sistemática usando radar de abertura sintética (SAR) de alta resolução e sensores eletro-ópticos/infravermelhos (EO/IR) de longo alcance. Ele pode vigiar cerca de 100 mil quilômetros quadrados de terreno por dia.
O Global Hawk é operado pela Força Aérea e pela Marinha dos Estados Unidos. É usado como uma plataforma de grande altitude para vigilância, segurança e reconhecimento. Missões para o Global Hawk cobrem o espectro da capacidade de coleta de informações para apoiar forças em operações militares em todo o mundo. De acordo com a Força Aérea dos Estados Unidos, as capacidades de vigilância superiores da aeronave permitem armas mais precisas e uma melhor proteção das forças aliadas dos EUA. Problemas financeiros levaram a uma mudança no plano original de adquirir 63 aeronaves, cortado para 45, e a uma proposta de 2013 para aposentar as 21 variantes Bloco 30 de sinal de inteligência. Cada aeronave estava a custar 35 milhões de dólares em 2005, mas esse valor havia subido para 222,7 milhões (incluindo custos de desenvolvimento) em 2013.